# Dactylispa malgachica
Dactylispa malgachica es una especie de insecto coleóptero de la familia Chrysomelidae.
Fue descrita científicamente en 1962 por Uhmann.